# Château Kaštel à Ečka
Le château Kaštel (en serbe cyrillique : Дворац Каштел у Ечки ; en serbe latin : Dvorac Kaštel u Ečki) est situé à Ečka, sur le territoire de la ville de Zrenjanin, en Serbie. Il est inscrit sur la liste des monuments culturels protégés de la république de Serbie (identifiant no SK 1984),.